# Daniela Padrón
Daniela Padrón (Caracas, 20 de mayo de 1987) es una violinista, arreglista, profesora y compositora venezolana radicada con los Estados Unidos. Ha obtenido dos nominaciones a los Premios Grammy Latinos, en 2013 en la categoría de mejor álbum folclórico por su trabajo en el disco Luz, una navidad celta en Venezuela de la agrupación Gaêlica, y en 2022 en la categoría de mejor álbum instrumental por el disco Ella, en colaboración con la pianista y cantante cubana Glenda del E.

## Biografía

### Primeros años y primer nominación al Grammy Latino
Nacida en Caracas, Venezuela en 1987, Padrón empezó su formación musical en la Escuela Experimental de Música Manuel Alberto López en su ciudad natal. Aunque durante esta época se formó en piano y violín, terminó decantándose por este último instrumento. En su adolescencia se vinculó a una banda de rock, experiencia que, según ella, le sirvió para mostrarse en un ámbito diferente y para ser convocada como violinista de la agrupación venezolana Gaêlica. Como miembro de esta banda, en 2013 logró su primer nominación a los Premios Grammy Latinos en la categoría de mejor álbum folclórico por su trabajo en el disco Luz, una navidad celta en Venezuela.

### Primer álbum solista y segunda nominación al Grammy Latino
En 2012 decidió mudarse a los Estados Unidos. Radicada en Miami, inicialmente dirigió una orquesta infantil y realizó trabajos de docencia musical. A mediados de la década de 2010 se puso en contacto con el músico César Muñoz y retornó al ambiente artístico. En 2016 publicó su primer disco como solista, titulado Bach to Venezuela, el cual presenta composiciones de Johann Sebastian Bach con ritmos venezolanos.
Tras compartir escenario con artistas como Willie Colón, Soledad Bravo, Cristian Benítez y Frank Quintero, en 2022 grabó junto con la pianista y arreglista cubana Glenda del E el álbum Ella, el cual fue producido por Julio Bagué y Larry Coll. El disco obtuvo una nominación al Premio Grammy Latino en la categoría de mejor álbum instrumental, e incluye versiones de canciones como «Te aviso, te anuncio» de Shakira, «Bésame mucho» de Consuelo Velázquez, «Babalú» de Margarita Lecuona y «Dr. psiquiatra» de Gloria Trevi, entre otras.

## Discografía

### Con Gaêlica
- 2009 - Paz: una navidad celta en Venezuela
- 2012 - Luz: una navidad celta en Venezuela

### Como solista
- 2016 - Bach to Venezuela

### Con Glenda del E
- 2020 - Ella